# Representações de Maomé
A admissibilidade de representações de Maomé, o fundador do islamismo, tem sido uma questão controversa na história da religião. Descrições orais e escritas são prontamente aceitas por todas as tradições do Islã, mas existe desacordo sobre representações visuais. O Alcorão explicitamente não proíbe imagens de Maomé, mas há alguns hádices (tradições com valor jurisprudencial, logo abaixo do Corão) que têm explicitamente proibido os muçulmanos de criar representações visuais de figuras.
Muitos sunitas acreditam que a representação de qualquer ser vivo é proibida em um sentido absoluto, com especial referência a de Maomé. A sua principal preocupação é que as imagens possam incentivar a idolatria. Na arte islâmica, existem algumas imagens retratando Maomé com o rosto encoberto, ou com o símbolo de uma chama, embora existam miniaturas em que a sua representação humana, é mostrada sem véus ou símbolos.
Alguns muçulmanos aceitam, no entanto, um ponto de vista mais tolerante, principalmente os xiitas residindo fora do Irã, que aceitam suas representações, são respeitosos a elas, e habitualmente usam imagens de Maomé em livros e decorações, assim como os sunitas em várias épocas no passado. Mesmo nas áreas xiitas do Islã, as imagens de Maomé são bastante comuns hoje em dia, embora os estudiosos xiitas historicamente tenham sido contra tais representações.

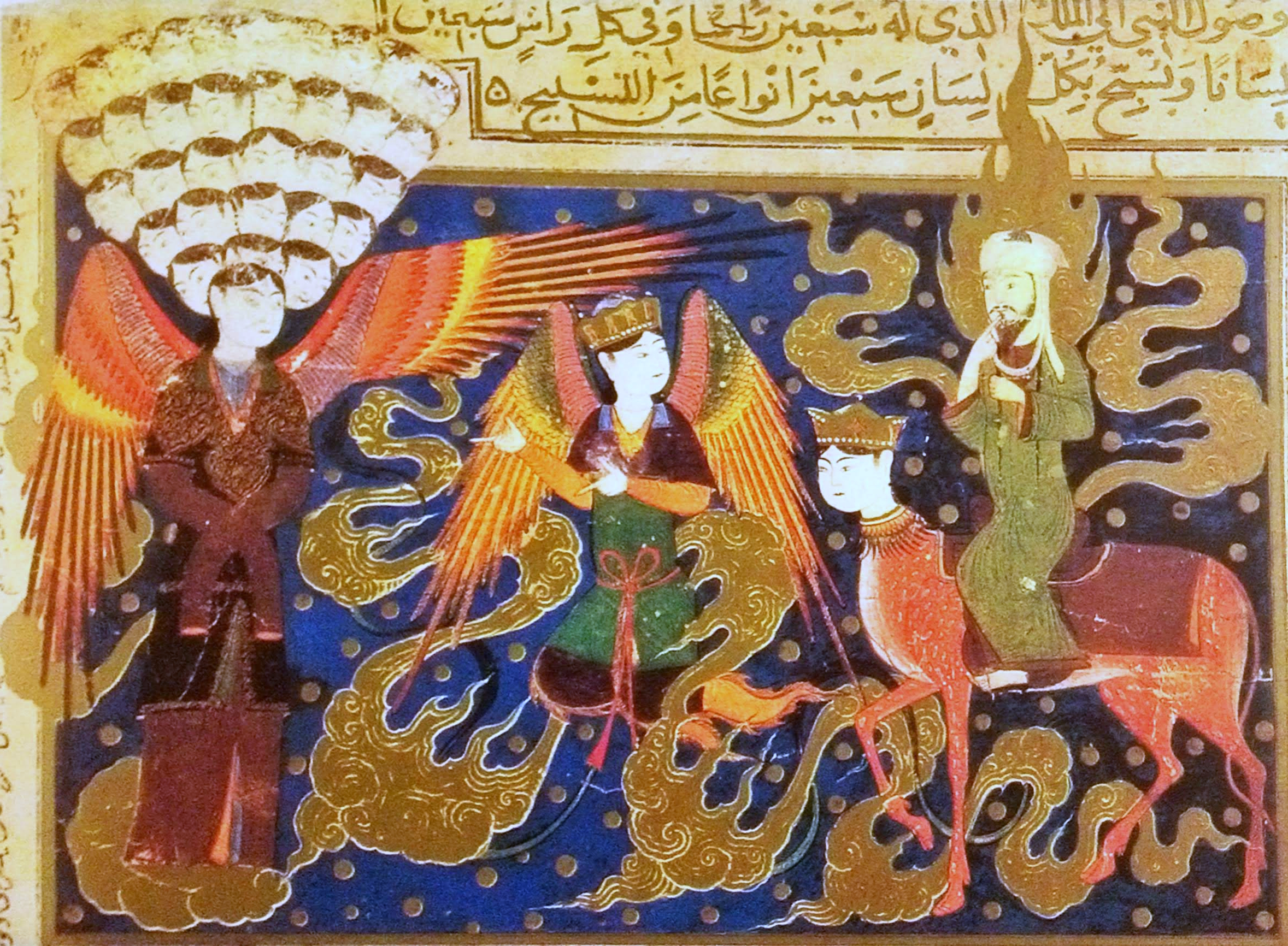
O Profeta Maomé encontra o anjo das setenta faces (gravura de cerca de 1436 provavelmente persa).

Ainda assim, muitos muçulmanos com uma visão mais rigorosa das tradições se opõem a qualquer representação de Maomé, até mesmo por não-muçulmanos.
A questão quanto à consideração de imagens em arte islâmica, incluindo aquelas que representam Maomé, como uma arte religiosa continua a ser um tema de debate entre os estudiosos. Elas aparecem em livros ilustrados, que normalmente são obras de história ou poesia, incluindo aquelas com temas religiosos. Porém, o Alcorão nunca é ilustrado: "contexto e intenção são essenciais e suficientes para a compreensão da arte pictórica islâmica. Os artistas muçulmanos, criando imagens de Maomé, e o público, olhando para elas, entenderam que as imagens não eram objetos de culto, nem foram os objetos assim decorados usados como parte do culto religioso".
No entanto, estudiosos admitem que essas imagens têm "um elemento espiritual", e também foram usadas às vezes em informais devoções religiosas celebrando o dia do Miraj. Muitas representações visuais só mostram Maomé, com o rosto encoberto, como é o caso do famoso épico turco sobre a vida de Maomé o Siyer-i Nebi, ou então representam-no simbolicamente como uma chama; porém outras imagens, nomeadamente de antes de cerca de 1 500, mostram o rosto.
Com a notável excepção do actual Irão, representações de Maomé eram raras, nunca numerosas em qualquer comunidade ou era ao longo da história islâmica, aparecendo quase que exclusivamente no meio privado persa ou em miniaturas em ilustrações de livros. A arte religiosa pública no Islã era, e continua sendo, a caligrafia.
Imagens visuais de Maomé no Ocidente não islâmico sempre foram pouco frequentes. Na Idade Média eram, na sua maioria, hostis. No período da Renascença e do início da Modernidade, Maomé era por vezes retratado, tipicamente sob uma luz mais neutra ou heróica; as representações começaram a encontrar protestos de muçulmanos. Na era da Internet, um punhado de representações impressas na imprensa europeia provocaram protestos, controvérsias globais e violência.

## Antecedentes

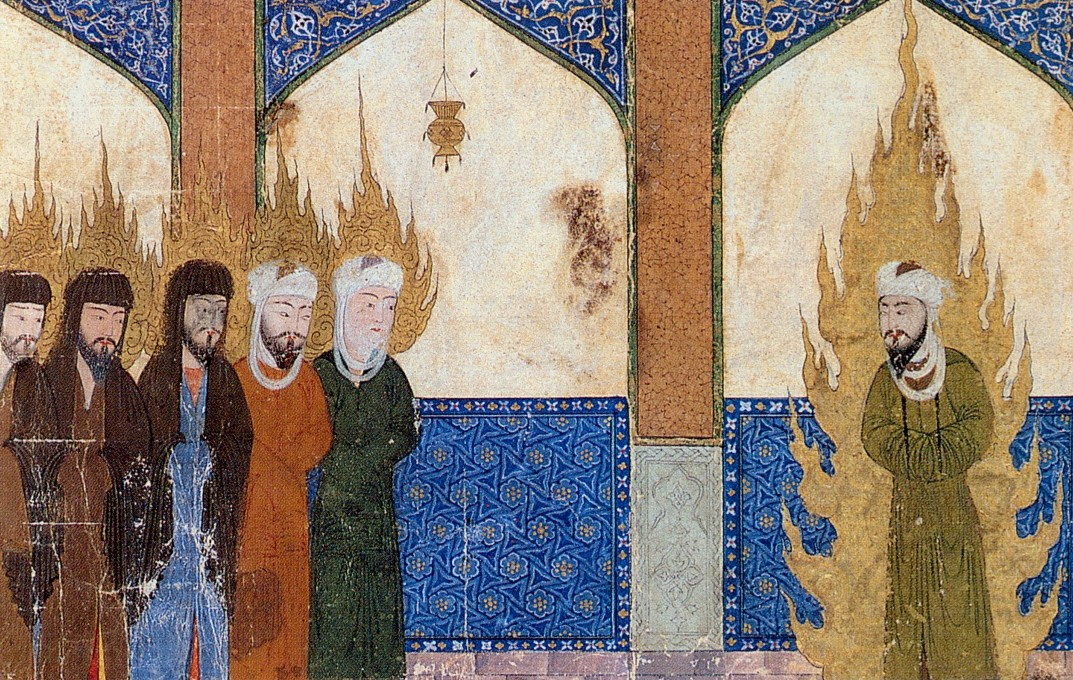
Manuscrito persa medieval representando Maomé liderando Abraão, Moisés e Jesus em oração.

Algumas outras grandes religiões, têm durante sua história proibido imagens de figuras religiosas. No judaísmo, um dos Dez Mandamentos, proíbe "imagens esculpidas". No cristianismo bizantino durante o período de iconoclastia no século VIII e, novamente, durante o século IX, representações visuais de figuras sagradas foram proibidas, e só a Cruz poderia ser representada nas igrejas. Mesmo nos tempos modernos, alguns grupos de cristãos protestantes discutem sobre a conveniência de ter ícones religiosos de santos ou representar Jesus Cristo. A preocupação geralmente se resume ao conceito de se ou não a imagem está se tornando mais importante do que o que está sendo representado.
No Islã, embora nada no Alcorão explicitamente proíba imagens, alguns hádices proíbem expressamente o desenho de imagens de qualquer criatura viva; outros hádices toleram imagens, mas nunca as encorajam. Por isso, a maioria dos muçulmanos evita representações visuais de Maomé ou qualquer outro profeta como Moisés ou de Abraão.

## Representações de Maomé na literatura islâmica

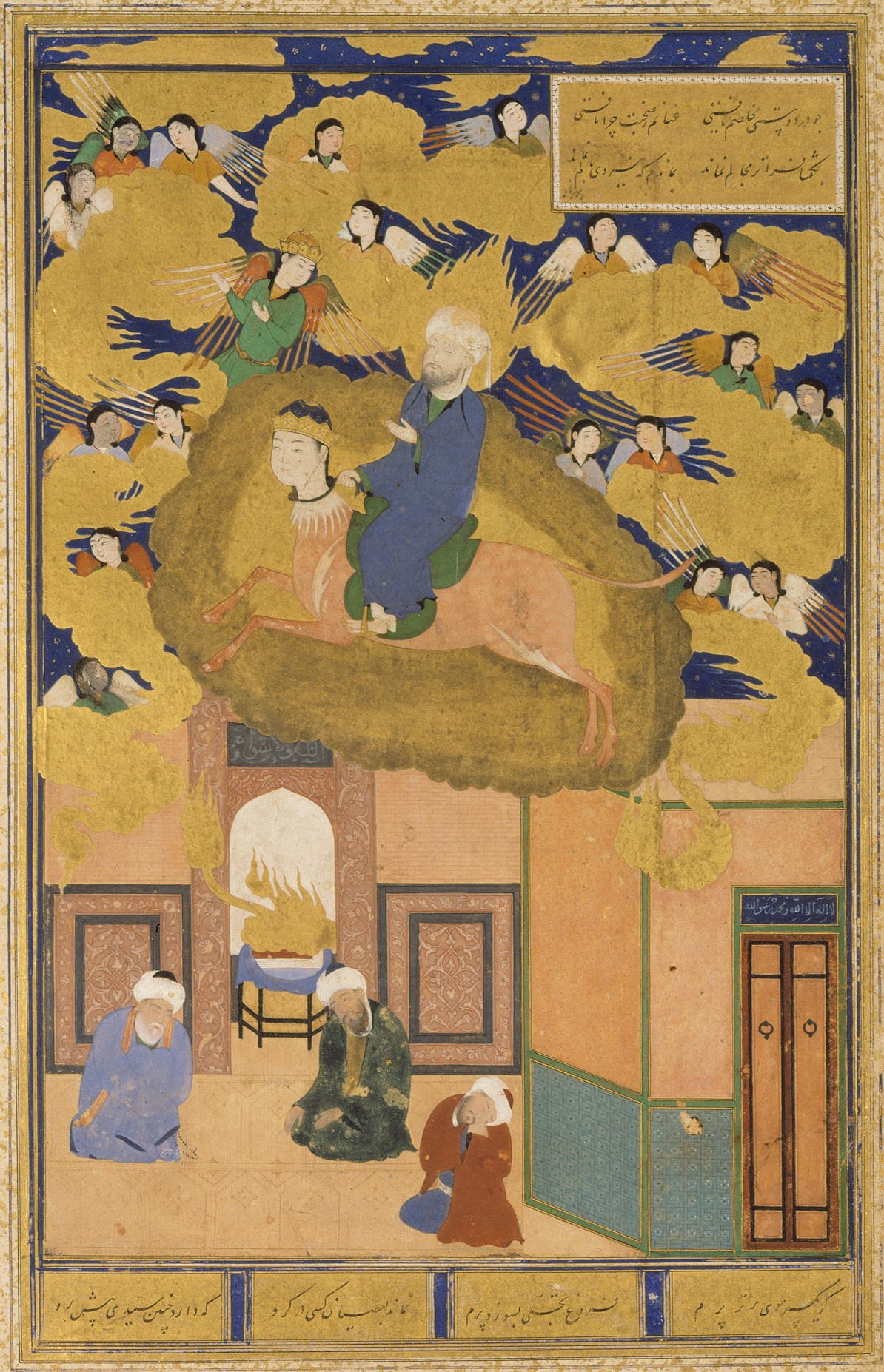
A Viagem nocturna de Maomé na criatura Buraq (Gravura persa de 1514)

Um número de hádices e outros escritos do início do período islâmico incluem histórias em que retratos de Maomé aparecem. Abu Hanifa de Dinavar, ibne Alfaci, Ibn Wahshiyya e Abu Nu'aym citam versões de uma história na qual o imperador bizantino Heráclio é visitado por dois habitantes de Meca. Ele lhes mostra um armário, entregue a ele por Alexandre, o Grande e originalmente criado por Deus para Adão, com cada uma das gavetas contendo o retrato de um profeta. Eles ficam espantados ao ver um retrato de Maomé numa das gavetas.
Sadid al-Din al-Kazaruni conta uma história semelhante, em que os habitantes de Meca estão visitando o imperador da China.
Ibn Wahshiyya e Abu Nuaine contam uma outra história na qual um comerciante de Meca visitando a Síria é convidado para um monastério cristão, onde uma série de esculturas e pinturas retratam profetas e santos. Lá, ele vê as imagens de Maomé e Abacar, ainda não identificadas pelos cristãos.

## Representações caligráficas muçulmanas

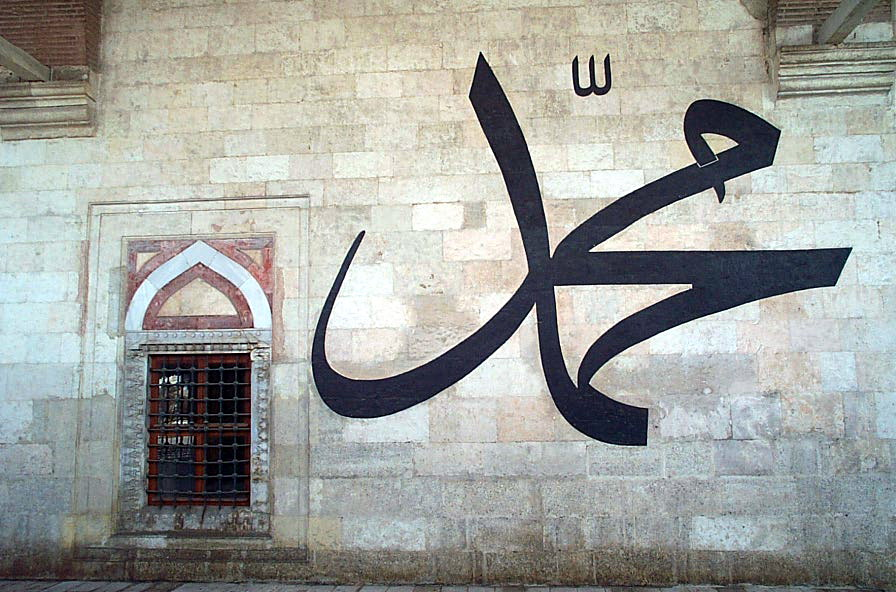
Representação caligráfica do nome do Profeta, pintada na parede de uma mesquita em Edirne, na Turquia

A representação visual mais comum de Maomé na arte islâmica, especialmente nas áreas de língua árabe, é por uma representação caligráfica de seu nome, uma espécie de monograma em forma aproximadamente circular, muitas vezes, num quadro decorado. Tais inscrições são normalmente em árabe, e podem reorganizar ou repetir formas, ou adicionar uma bênção ou honorífico, ou por exemplo, a palavra "mensageiro" ou uma contração do mesmo. A variedade de formas de representar o nome de Maomé é considerável; ele também é freqüentemente simbolizado por uma rosa.

## Representações figurativas muçulmanas

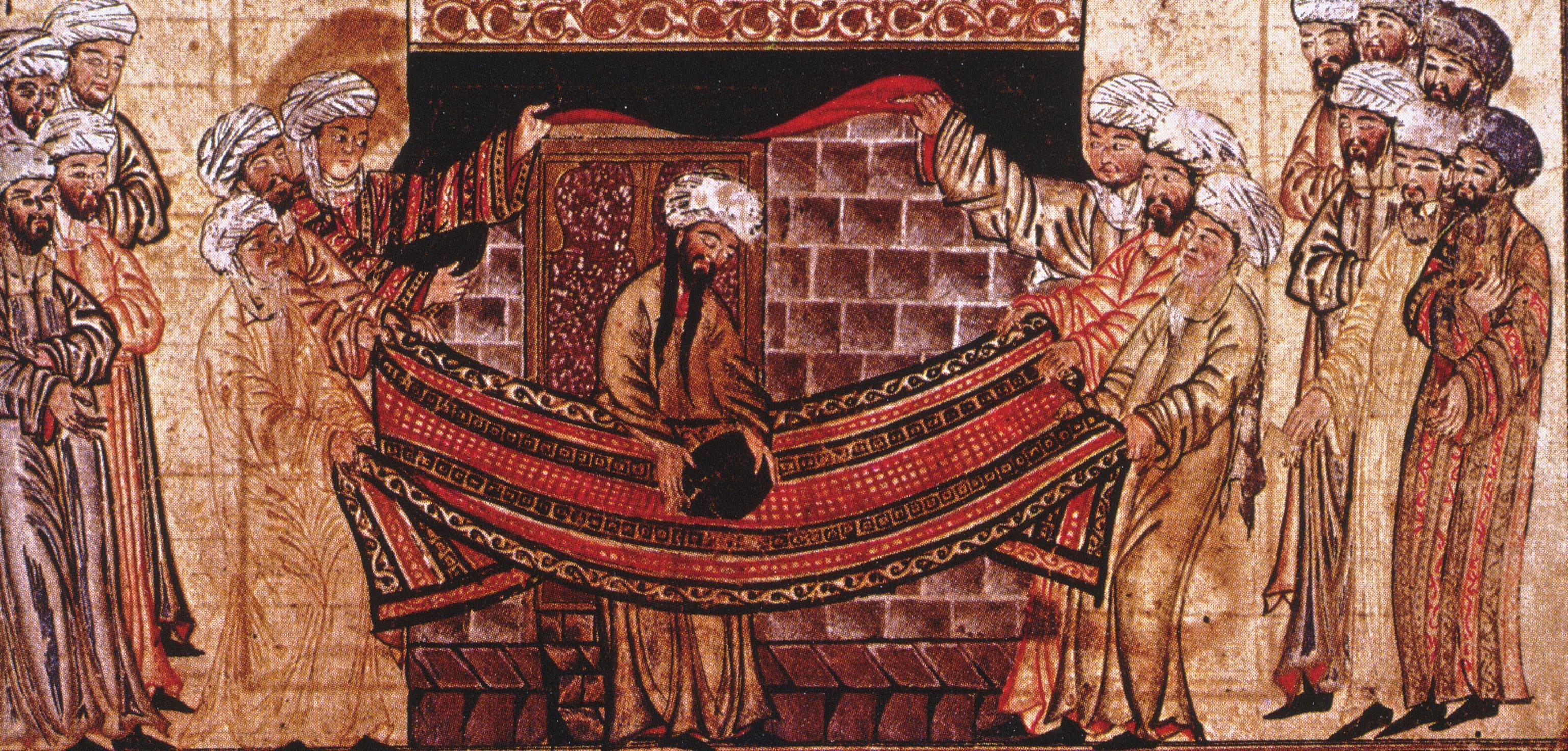
O Profeta Maomé coloca a Pedra Negra sobre um tapete segurado nos quatro cantos por representantes das quatro tribos, para que todos tenham a honra de levantá-la. (Ilustração de cerca de 1315)

Ao longo da história islâmica, representações de Maomé em arte islâmica eram raras. De acordo com Christiane Gruber, existe uma quantidade "notável de imagens de Maomé produzidas, principalmente na forma de ilustrações em manuscritos, em várias regiões do mundo islâmico a partir da século XIII até aos tempos modernos". Representações de Maomé remontam ao início da tradição de miniaturas persas como ilustrações de livros. Algumas dessas imagens, contudo, sofreram mutilações posteriores para não ser mostrado o rosto do profeta.
Um livro ilustrado persa (Poema de Warka and Gulshah, cópia sobrevivente na Biblioteca do Palácio de Topkapi - (H. 841), atribuído a Cônia 1200-1250) contém as primeiras duas conhecidas representações islâmicas do Profeta. Contudo, vários textos árabes datado do século X mencionam já a existência de retratos pintados de Maomé.
O livro persa mencionado é anterior ou de cerca da época dainvasão mongol da Anatólia no ano de 1240, e antes das campanhas contra a Pérsia e Iraque na década de 1250, que destruíram grande quantidade de livros em bibliotecas.
Recentes estudos observaram que, embora os primeiros exemplares sobreviventes sejam agora raros, geralmente a arte figurativa humana era uma tradição contínua em terras islâmicas (assim como na literatura, ciência e história); iniciando no século VIII, tal arte floresceu durante o Califado Abássida (c. 749-1258, em toda a Espanha, África do Norte, Egito, Síria, Turquia, Mesopotâmia e Pérsia).
Christiane Gruber traça um desenvolvimento a partir de imagens "realistas" mostrando todo o corpo e rosto, nos séculos XIII a XV, para representações mais "abstractas" nos séculos XVI até ao XIX, estas últimas incluindo a representação de Maomé por um tipo especial de representação caligráfica, permanecendo também os tipos mais antigos em uso. Um tipo intermediário, encontrado primeiro a partir de cerca de 1400, é o "retrato inscrito" onde a face de Maomé está em branco, com "O Maomé" ou uma frase semelhante escrita nesse espaço; estas podem estar relacionadas com o pensamento sufista.

## Contemporâneo Irã
Apesar da proibição de representação do profeta, imagens de Maomé não são incomuns no Irão. O xiismo iraniano parece mais tolerante quanto a este ponto que a ortodoxia sunita. No dias de hoje, no Irão, as representações têm aceitação considerável, e podem ser encontradas nas formas modernas de cartaz e cartão-postal.
Desde a década de 1990, especialistas em iconografia islâmica descobriram imagens, impressas em papel no Irã, retratando o profeta Maomé como um adolescente usando um turbante, e com um dos ombros a descoberto. Existem diversas variantes, todos mostram o mesmo rosto juvenil, identificado por uma inscrição como "Maomé, o mensageiro de Deus", ou uma legenda mais detalhada referindo-se a um episódio da vida do Profeta e da suposta origem da imagem. Algumas versões iranianas destes cartazes atribuem a representação original a Bahira, um monge cristão que conheceu o jovem Maomé na Síria. Creditando a imagem a um cristão e antecedendo-a ao tempo de Maomé tornar-se Profeta, os fabricantes da imagem exoneram-se de qualquer delito. De facto, o original é uma fotografia de um jovem tunisiano pelos alemães Rudolf Franz Lehnert e Ernst Heinrich Landrock em 1905 ou 1906, que foram impressas até o ano de 1921 em edições de cartões-postais de alta qualidade, e se tornaram muito populares no Irão.
Em Teerão, um mural representando o profeta, mas com o rosto velado, montado no Buraque, foi instalado junto de uma estrada pública em 2008, o único mural deste género num país de maioria muçulmana.

## Cinema
Poucos filmes têm retratado Maomé. O único moderno a fazer isso foi o filme de 1976, The Message, também conhecido como Maomé, o Mensageiro de Deus. O filme foca em outras pessoas e nunca mostrou diretamente Maomé, ou a maioria dos membros de sua família. Quando Maomé era essencial para uma cena, a câmera mostrava os eventos de seu ponto de vista.
Quando, por exemplo, uma biografia como a de Haykal retrata Maomé como marido exemplar para as suas várias esposas, no filme ele parece ser celibatário. As mulheres em torno dele desapareceram. É certamente provável que isso não seja o resultado da criatividade dos cineastas, mas das regras anunciadas pelos estudiosos islâmicos da Al-Azhar e do Conselho xiita do Líbano, que proibiram qualquer representação de esposas de Maomé, assim como do próprio Profeta. O realizador e produtor do filme, Moustapha Akkad, seria mais tarde assassinado no atentado da Al Qaeda em Amman (Jordânia) em 2005.
Outro caso ocorreu em 1926, em torno da produção prevista de um filme turco sobre a grandeza dos primeiros dias do Islã. Ao saber do plano, a Universidade islâmica Al-Azhar, no Cairo, alertou a opinião pública egípcia, e publicou uma fatwa, estipulando que o Islã proíbe categoricamente a representação de Maomé e seus companheiros. O rei Fauad enviou uma severa advertência ao ator Youssef Wahbi, que desempenharia o papel de Maomé, ameaçando-o de exílio e de retirada da sua nacionalidade egípcia.

## Representação por não-muçulmanos

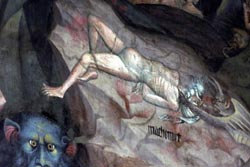
Maomé em um afresco do século XV, Bolonha, Itália, por Giovanni da Modena, representando-o sendo torturado no Inferno.

Representações ocidentais de Maomé eram muito raras, até à explosão de imagens após a invenção da prensa móvel; ele é mostrado em algumas imagens medievais, normalmente de uma forma pouco lisonjeira, muitas vezes influenciada por sua breve menção na Divina Comédia de Dante. Ele por vezes surge nas representações ocidentais de pessoas influentes na história do mundo. Tais representações tendem a ser favoráveis ou neutras em intenção - um exemplo pode ser encontrado no Edifício da Suprema Corte dos Estados Unidos, em Washington, D.C.. Criado em 1935, o friso superior inclui 18 grandes legisladores históricos e a figura de Maomé está ao lado de Hamurabi, Moisés, Confúcio e outros. Em 1997, uma polêmica surgiu em torno do friso, e materiais turísticos foram editados chamando a representação de "uma tentativa bem-intencionada do escultor para honrar Maomé", que "não tem qualquer semelhança com Maomé". O Conselho para as Relações Americano-Islâmicas (CAIR) tinha solicitado que a imagem de Maomé fosse removida por meio de jacto de areia. Embora dizendo apreciar que Maomé fosse incluído no panteão do tribunal, o CAIR observou que o Islã desencoraja as representações de Maomé em qualquer representação artística. O pedido foi rejeitado.

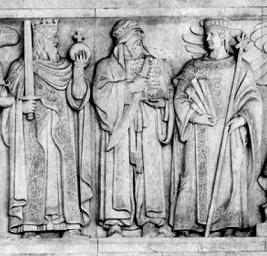
Maomé (ao centro) conforme representado pelo escultor Adolph Weinman no Edifício da Suprema Corte dos EUA (Washington) segurando uma espada e o Alcorão.

Em 1955, uma estátua de Maomé foi removida de um tribunal de Nova York após os embaixadores da Indonésia, Paquistão e Egito solicitarem a sua remoção. As representações extremamente raras de Maomé em escultura são especialmente susceptíveis de ser ofensivas para os muçulmanos, por ser a estátua a forma clássica de ídolos, e o medo de qualquer indício de idolatria é a base das proibições islâmicas que quase sempre tem evitado grandes esculturas de qualquer assunto.
Dante, em A Divina Comédia: Inferno, (Canto 28) colocou Maomé no Inferno, sendo castigado como "semeador da discórdia religiosa" (Canto 28). Ele também é representado por Salvador Dalí, Auguste Rodin, William Blake, Gustave Doré e por Giovanni da Modena em um afresco do século XV em uma igreja de Bolonha, Itália.

## Controvérsias no século XXI

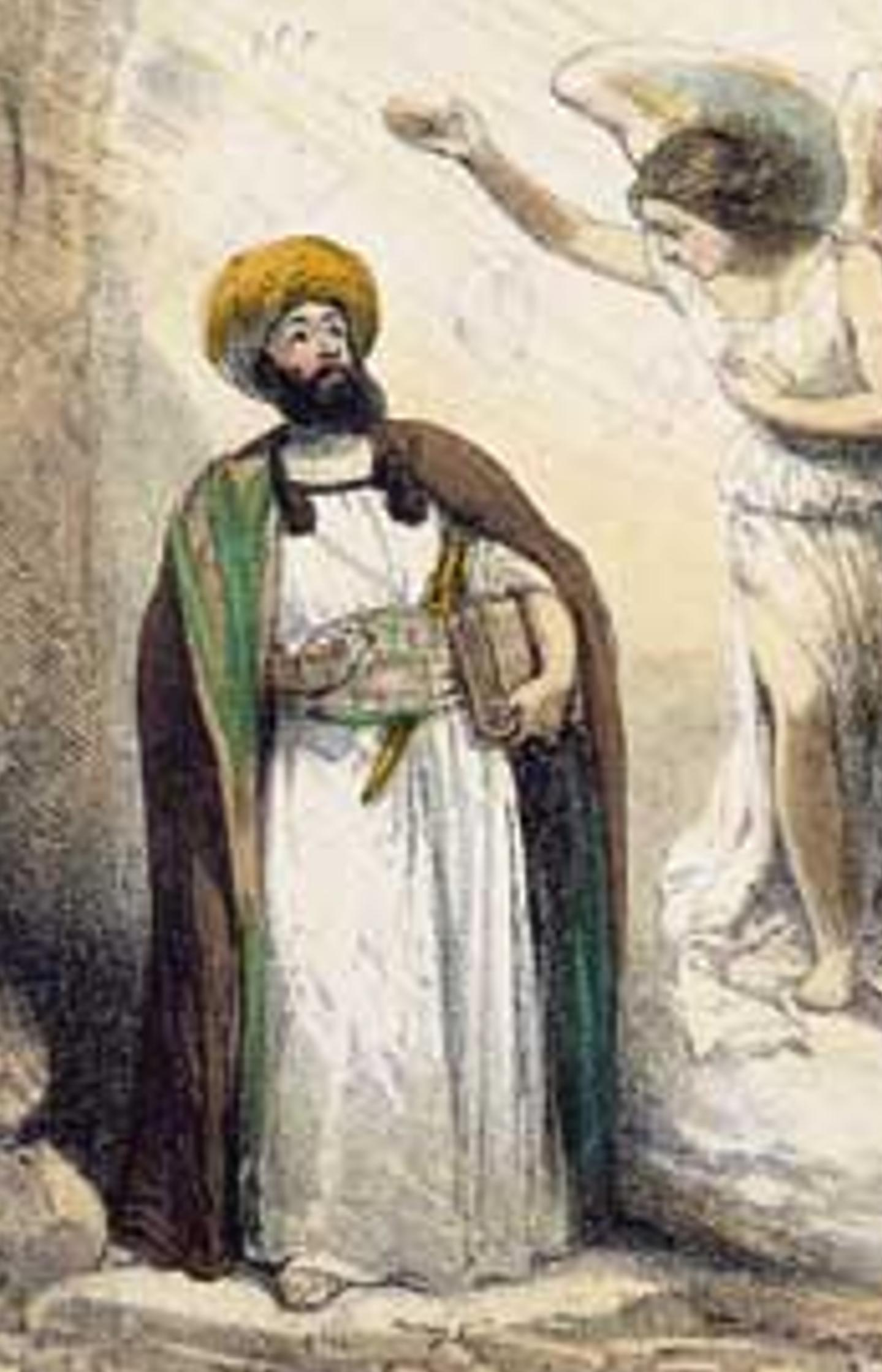
A imagem "O apelo a Maomé pelo anjo Gabriel" por Theodor Hosemann, 1847, publicado pelo Der Spiegel in 1999

O fim do século XX e início do século XXI foram marcados por controvérsias sobre representações de Maomé, não só com recentes caricaturas ou desenhos animados, mas também em relação a exibição de obras de arte históricas.
Em dezembro de 1999 a revista alemã Der Spiegel, em uma história sobre a moral no final do milênio, imprimiu em uma página as fotos dos "apóstolos morais" Maomé, Jesus, Confúcio e Immanuel Kant. Nas semanas seguintes, a revista recebeu protestos, petições e até ameaças de morte contra a publicação da imagem de Maomé. A estação de televisão turca, Show TV citou o número do telefone de um editor, que depois disso recebeu ligações diárias com insultos e ameaças de morte. Nadeem Elyas, líder da Zentralrat der Muslime in Deutschland (Conselho Central dos Muçulmanos na Alemanha) disse que a imagem não deveria ser impressa novamente, para não ferir intencionalmente os sentimentos dos muçulmanos, e recomendou de clarear o rosto de Maomé em seu lugar.
Em junho de 2001, o Der Spiegel, em consideração das leis islâmicas, publicou uma gravura de Maomé com um rosto embranquecido em sua página inicial. Era a mesma imagem de 1999, que tinha sido publicado pela revista antes, em 1998, em uma edição especial sobre o Islã, mas sem receber semelhantes protestos.
Em 2002, a polícia italiana informou que havia interrompido um plano terrorista para destruir uma igreja em Bolonha, que contém um afresco do século XV representando uma imagem de Maomé (veja acima).
Um exemplo de representações de Maomé alteradas incluem um mural de 1940 na Universidade de Utah, tendo o nome de Maomé sido retirado da parte de baixo do quadro em 2000, a pedido dum grupo de estudantes muçulmanos.

### O caso doscartoonsdo Jyllands-Posten
Kare Bluitgen, escritor e jornalista dinamarquês, escreveu em 2005 um livro infantil sobre o Islão, O Alcorão e a Vida do Profeta Maomé, que ele esperava que trouxesse uma maior compreensão da religião do Islão à nova geração de dinamarqueses. Procurou um ilustrador: apenas um aceitou fazê-lo, desde que sob anonimato.
O jornal de esquerda Politiken publicou uma história sobre a busca infrutífera de Bluitgen. Pegando no assunto, Flemming Rose, o editor cultural do jornal Jyllands-Posten, de tendência conservadora, pediu aos cartunistas mais famosos do país que fizessem desenhos de Maomé. Rose disse que queria ver "quão profunda é esta auto-censura no público dinamarquês". De quarenta cartunistas contactados, doze apenas aceitaram o desafio. Os cartoons foram publicadas no Jyllands-Posten em 30 de Setembro de 2005, sob o título "Muhammeds ansigt" (O Rosto de Maomé). A mais controversa das caricaturas mostrava Maomé usando um turbante sob a forma de uma bomba. Noutra, os bombistas suicidas perplexos são afastados das portas do paraíso com as palavras: "Stop. Stop. Ficámos sem virgens" (uma alusão á recompensa de setenta e duas virgens prometidas aos mártires islâmicos). A sociedade secular moderna, escreveu Rose num comentário aos cartoons, "é rejeitada por alguns muçulmanos. Exigem uma posição especial (...) É incompatível com a democracia contemporânea e a liberdade de expressão, onde se deve estar disposto a tolerar insultos, escárnio e ridicularização".
Em 14 de Outubro de 2005, realizou-se em Copenhaga um protesto pacífico de cerca de 3 500 manifestantes.
Em Outubro de 2005, após tentativas de dirigentes muçulmanos dinamarqueses de levar o Governo dinamarquês a agir contra o jornal, os embaixadores de várias nações muçulmanas solicitaram uma audição conjunta com o Primeiro-Ministro Anders Fogh Rasmussen, acerca dos cartoons. Rasmussen recusou, dizendo que a liberdade de imprensa deveria ser respeitada.
Ahmad Abu Laban, um iman extremista islâmico, fundador do Islamisk Trossamfund (Sociedade Islâmica da Dinamarca) e Akhmed Akkari seu porta voz, elaboraram, em fins de 2005, um documento sobre o assunto, o chamado dossiê Akkari-Laban, que levaram ao Cairo e outras capitais do Médio Oriente. Além das 12 imagens do Jyllands-Posten, o dossiê incluiu 3 outras em nada relacionadas.
A Organização para a Cooperação Islâmica aprovou uma resolução condenando o "insulto ao Profeta" e o uso da liberdade de expressão como um "pretexto para difamar religiões" Cerca de 200 pessoas - na sua maioria muçulmanos - morreram em protestos antidinamarqueses e antiocidentais em vários países muçulmanos.

### Massacre do Charlie Hebdo
A 2 de Novembro de 2011, o escritório do semanário satírico francês Charlie Hebdo em Paris foi atacado com uma bomba incendiária e o seu site de Internet invadido, depois de ter anunciado a intenção de publicar uma edição especial (a Charia Hebdo, com o nº 1011) com Maomé como seu "editor-chefe", e a capa com um desenho representando Maomé.
Em Setembro de 2012, o jornal publicou uma série de caricaturas satíricas de Maomé, algumas das quais apresentando-o completamente nu. Em Janeiro de 2013, Charlie Hebdo publicou, em 2 volumes, uma banda desenhada sobre a vida de Maomé. Em Março de 2013, a filial da Al-Qaeda no Iémen, vulgarmente conhecida como Al-Qaeda na Península Arábica (AQAP), incluiu Stéphane Charbonnier numa lista de alvos a abater, por "insultarem o Islão".
Em 7 de Janeiro de 2015, dois atiradores fortemente armados, os irmãos Chérif et Saïd Kouachi, atacam os escritórios do semanário fazendo 12 mortos e 11 feridos.
Em 9 de Janeiro, a Al Qaeda reivindicou a responsabilidade pelo ataque, citando como motivo a "vingança pela honra" de Maomé. A 14 de Janeiro, a equipa do Charlie Hebdo publica o seu número 1178 - "o número dos sobreviventes" - de novo com um desenho de Maomé a chorar na capa, segurando um cartaz com a frase: "Je suis Charlie" e o título "Está tudo perdoado".
A 2 de Setembro de 2020, o Charlie Hebdo voltou a publicar as caricaturas em causa, num número que coincidiu com o início do julgamento dos vários outros envolvidos no atentado.
Duas pessoas foram esfaqueadas e feridas em Paris, a 25 de Setembro de 2020, perto dos antigos escritórios da revista. Um homem originário do Paquistão foi detido por causa do ataque.
A 15 de Outubro de 2020, em pleno dia, em Paris, o professor Samuel Paty foi decapitado por um jovem russo de origem chechena após mostrar na sala de aula as caricaturas de Maomé.
Na manhã do dia 29 de Outubro de 2020, na basílica de Notre Dame, ao sul da cidade de Nice, um terrorista islâmico, para reparar o insulto ao profeta, esfaqueou e matou duas pessoas no interior da basílica, um homem e uma idosa que foi praticamente decapitada, a terceira vítima, a brasileira Simone Barreto Silva, foi ferida fatalmente e morreu num restaurante quase em frente à catedral, onde tentou se abrigar. De acordo com a polícia, o suspeito é um jovem de origem tunisiana. Os agentes atiraram nele, mas ele continuou vivo e levado sob custódia.
Dois dias depois, em 31 do mesmo mês, um padre ortodoxo grego foi alvejado duas vezes enquanto fechava sua igreja, por volta das 16 horas local, em Lyon, na França. Testemunhas relataram ter visto um homem fugindo do local e encontrado o padre, de 52 anos, ferido a bala. O padre foi socorrido e levado para um hospital em estado grave, o atirador, cujo objetivo também era reparar o insulto ao profeta, conseguiu fugir.
Novamente, homens armados no intuito de reparar o insulto ao profeta, referente as charges do jornal francês, atacaram com fuzis o centro de Viena, capital da Áustria na noite do dia 2 de novembro. Pelo menos três pessoas, uma deles um dos atacantes, morreram no local, no que o chanceler austríaco, Sebastian Kurz, chamou de "repulsivo ataque terrorista". O prefeito de Viena, Michael Ludwig, disse à imprensa local que 15 pessoas tinham sido levadas a um hospital, sete delas em estado grave. No dia 6 de novembro, o governo da Áustria anunciou o fechamento de duas mesquitas em Viena supostamente ligadas ao Islã radical. A iniciativa prevê a dissolução das associações religiosas e a revogação de seu status jurídico. As duas mesquitas eram frequentadas por Kujtim Fejzullai, um dos autores do atentado que deixou quatro mortos em Viena. O jovem austríaco-macedônio de 20 anos foi baleado e morto pela polícia.

### Artigo da Wikipédia em língua inglesa

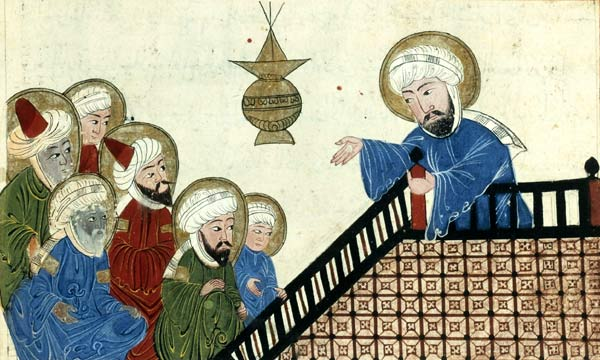
Maomé, conforme ilustração contida na obra "Os Sinais dos Séculos Passados que Permanecem" (ou "Cronologia das Antigas Nações") do sábio polímata Abu Rayhan al-Biruni, (973-1048) um dos intelectuais mais destacados do mundo islâmico.

Em 2008, vários muçulmanos protestaram contra a inclusão de representações de Maomé no artigo da Wikipedia em inglês 
A petição on line, com cerca de 100 mil assinaturas, opôs-se principalmente à reprodução de uma cópia otomana do século XVII de uma imagem manuscrita do Ilcanato do século XIV representando Maomé. Jeremy Henzell-Thomas, escritor e conferencista, do The American Muslim (TAM), deplorou a petição como uma destas "reacções mecânicas irreflectidas [que] são presentes para aqueles que procuram todas as oportunidades para desacreditar o Islão e ridicularizar os muçulmanos, e só podem exacerbar uma situação em que os muçulmanos e os meios de comunicação social ocidentais parecem estar fechados, numa espiral sempre decrescente de ignorância e aversão mútua".
A comunidade da Wikipédia não deu seguimento à petição e afirmou que a Wikipédia não se auto censura em benefício de qualquer grupo.

### Museu Metropolitano de Arte
O Metropolitan Museum of Art, em janeiro de 2010, confirmou ao New York Post que discretamente retirou de exibição pública todos os quadros históricos que continham representações de Maomé. O Museu citou objeções por parte de muçulmanos conservadores que estavam "em revisão".

### Dia de Desenhar Maomé
Everybody Draw Mohammed Day (Dia de Desenhar Maomé) foi uma ação contra aqueles que ameaçavam com a violência contra os artistas que representavam Maomé. Começou como um protesto contra a acção da Comedy Central ao proibir a transmissão do episódio "201" da série South Park em resposta a ameaças de morte contra alguns dos responsáveis. A questão do "South Park" foi mencionada na abertura do episódio dos Simpsons "The Squirt and the Whale" quando Bart escreve no quadro negro da escola: "South Park - Estaríamos do teu lado se não estivéssemos tão assustados".
Um grupo de radicais muçulmanos de Nova Iorque afirmou que Trey Parker e Matt Stone, os produtores da série South Park, poderiam ter o mesmo destino de Theo Van Gogh, assassinado na Holanda por um fanático, e publicaram na internet uma foto de Theo morto e quase decapitado.
O Dia de Desenhar Maomé teve início com um desenho da cartunista norte-americana Molly Norris, de Seattle, publicado na internet no dia 20 de abril de 2010, acompanhado de um texto sugerindo que "todos" criassem um desenho representando Maomé, no dia 20 de Maio, como protesto contra os ataques à liberdade de expressão. O desenho original de Norris mostrava vários objectos, incluindo uma chávena de café e uma cereja, cada um deles afirmando ser Maomé. Porém, dentro de uma semana, Norris voltou atrás, apagando a imagem no seu site e escrevendo: "Fiquei com medo". Outros continuaram a sua iniciativa.
Foi criada uma página no Facebook com o título "Everybody Draw Mohammed Day". A 20 de Maio de 2010, Nick Gillespie e Matt Welch do magazine Reason, anunciaram os vencedores do concurso. Gillespie e Welch avisaram os leitores para não ver as imagens se se ofendessem com representações gráficas de Maomé".
Após estes acontecimentos, um imam no Iémen, Anwar al-Awlaki, ligado à Al Qaeda, lançou uma fatwa contra Norris: "a sua morada adequada é o fogo do Inferno (...) não merece a vida". Molly Norris, aconselhada pelo FBI, teve de abandonar o seu emprego, mudar de identidade e esconder-se. M. Norris continua na lista de alvos a abater.

### Ataque ao Centro Curtis Culwell
A 3 de Maio de 2015, um evento realizado em Garland, no Texas, a "Exposição e Concurso Anual de Arte de Maomé", pelos activistas norte-americanos Pamela Geller e Robert Spencer, foi o cenário de um tiroteio perpetrado por dois indivíduos mais tarde baleados e mortos fora do edifício. A organização ofereceu um prémio de 10 000 dólares ao melhor desenho de Maomé e foi considerada como uma resposta aos ataques de Janeiro de 2015 ao Charlie Hebdo.

### Jesus e Mo
Jesus and Mo (Jesus e Maomé), uma banda desenhada satírica publicada duas vezes por semana online desde 2005, retrata Jesus e Maomé como companheiros de apartamento, (e por vezes de cama) que trocam piadas e brincadeiras num pub e outros locais, como um sofá ou um banco de jardim.
O seu criador no Reino Unido, que se oculta sob o pseudónimo Mohammed Jones, não é cartunista profissional, e afirma: "A minha principal razão para desenhar os cartoons é fazer rir os ateus".
Um candidato parlamentar democrata liberal e muçulmano, Maajid Nawaz, recebeu, em 2014, ameaças de morte depois de colocar no Twitter uma imagem do cartoon.